# Madison County (Texas)
Madison County je okres ve státě Texas v USA. K roku 2010 zde žilo 13 664 obyvatel. Správním městem okresu je Madisonville. Celková rozloha okresu činí 1 222 km². Byl pojmenován podle Jamese Madisona